# Superhundraåring
En superhundraåring (engelska: Supercentenarian) är en individ som har nått en ålder av 110 år eller äldre.